# Pilotage (entreprise)
Le pilotage d'une entreprise  est le contrôle  de ses performances grâce à des tableaux de bord.

## Dimensions de la notion de contrôle
Le contrôle est une aptitude à diriger ou supprimer le changement. Il a trois dimensions principales :
- Une dimension informative : s'informer de l'état du système ou d'un élément du système pour vérifier s'il correspond à certains critères voulus
- Le contrôle « négatif » : empêcher de se produire les possibilités ne correspondant pas au but voulu, voire les méthodes voulues
- Le contrôle « positif » : favoriser, promouvoir les possibilités voulues